# 吉原美幸
吉原 美幸（よしはら よしゆき）は、日本の地方公務員。山梨県副知事や、東京 2020 オリンピック聖火リレールート等山梨県検討委員会会長を務めた。

## 人物・経歴
東京都立大学経済学部卒業後、山梨県入庁。山梨県福祉保健部医務課長、山梨県教育委員会教育次長兼公益財団法人山梨県青少年協会評議員、山梨県福祉保健部長を経て、2016年に新設の山梨県総合政策部長に就任。2017年から山梨県副知事を務め、障害者雇用水増し問題への対応にあたるなどした。2018年には東京 2020 オリンピック聖火リレールート等山梨県検討委員会会長に就任し、ルート案選定作業を進めた。2019年日本赤十字社山梨県支部事務局長。